# Dorcatoma lomnickii
Dorcatoma lomnickii är en skalbaggsart som beskrevs av Edmund Reitter 1903. Dorcatoma lomnickii ingår i släktet Dorcatoma, och familjen trägnagare. Arten har ej påträffats i Sverige.